# 孙小淳
孙小淳（1964年—），男，江苏溧阳人，中国天文史学家，中国科学院自然科学史研究所研究员，曾任中国天文学会常务理事。